# Список акронімів української мови (У)
Список акронімів української мови, які починаються з літери «У»:
- УА — Угода про асоціацію між Україною та Європейським Союзом
- УАЗ — Ульяновський автомобільний завод
- УАПП — Універсальний асинхронний приймач/передавач
- УАПЦ — Українська автокефальна православна церква
- УАПЦ-К — Українська автокефальна православна церква канонічна
- УАРСР — Удмуртська Автономна Радянська Соціалістична Республіка
- УБК — «Україна без Кучми»
- УБЛ — Українська баскетбольна ліга
- УБН — Управління боротьби з наркотиками
- УБОЗ — Управління по боротьбі з організованою злочинністю
- УВВ — Українське Визвольне Військо
- УВКБ — Управління Верховного комісара ООН у справах біженців
- УВКР СБУ — Управління військової контррозвідки СБУ
- УВО — Українська військова організація
- УГА — Українська Галицька армія
- УГВК — Український генеральний військовий комітет
- УГВР — Українська головна визвольна рада
- УГГ — Українська Гельсінська група
- УГКЦ — Українська греко-католицька церква
- УГС — Українська Гельсінська спілка
- УД — Українська Держава
- УДА — Українська добровольча армія
- УДАР («Український Демократичний Альянс за Реформи») — українська політична партія, яку очолює Віталій Кличко
- УДК — Універсальна десяткова класифікація
- УДО — Управління державної охорони України
- УЄФА (фр. UEFA: Union Européenne de Football Association) — Союз європейських футбольних асоціацій
- УжНУ — Ужгородський національний університет
- УЗ — Укрзалізниця
- УЗД — Ультразвукове дослідження
- УзРСР — Узбецька Радянська Соціалістична Республіка
- УІНП — Український інститут національної пам'яті
- УКМЦ — Український кризовий медіа-центр
- УКТЗЕД — Українська класифікація товарів зовнішньоекономічної діяльності
- УКУ — Український католицький університет
- УКХ — Ультракороткі хвилі
- УЛЕ — Українська літературна енциклопедія
- УНА — Українська національна армія
- УНА-УНСО («Українська національна асамблея-Українська націоналістична самооборона») — українська політична партія націоналістичного спрямування
- УНЗ ООН — Управління ООН з наркотиків і злочинності
- УНІАН — «Українське Незалежне Інформаційне Агентство Новин»
- УНІТА (порт. UNITA: União Nacional para a Independência Total de Angola) — Національний союз за повну незалежність Анголи
- УНР — Українська Народна Республіка
- УНРА — Українська народно-революційна армія
- УНРР — Українська Народна Республіка Рад
- УНРРА (англ. UNRRA: United Nations Relief and Rehabilitation Administration) — Адміністрація Організації Об'єднаних Націй для допомоги і відбудови
- УП («Українська правда») — українське інтернет-видання
- УПА — Українська повстанська армія
- УПЛ — Українська прем'єр-ліга
- УПО — Універсальний періодичний огляд
- УПО ФБ — Управління поліції охорони з фізичної безпеки
- УПСР — Українська партія соціалістів-революціонерів
- УПСС — Українська партія соціалістів-самостійників
- УПСФ — Українська партія соціалістів-федералістів
- УПЦ США — Українська православна церква США
- УПЦ-КП — Українська православна церква Київського патріархату
- УПЦ-МП — - Українська православна церква Московського патріархату
- УРЕ — Українська радянська енциклопедія
- УРЕС — Український радянський енциклопедичний словник
- УРНГ — Українська рада народного господарства
- УРП — Українська радикальна партія
- УРР — Українська Радянська Республіка
- УРСР — Українська Радянська Соціалістична Республіка
- УСД — Уніфікована система документації
- УСДРП — Українська соціал-демократична робітнича партія
- УСМ — Ударно-спусковий механізм
- УСРР — Українська Соціалістична Радянська Республіка
- УСС — Українські січові стрільці
- УФ — Ультрафіолетове випромінювання
- УХЛ — Українська хокейна ліга
- УЦЕПД (Український центр економічних і політичних досліджень імені Олександра Разумкова) — провідний недержавний аналітичний центр України
- УЦОЯО — Український центр оцінювання якості освіти
- УЦР — Українська Центральна Рада